# Gymnocichla nudiceps
Gymnocichla nudiceps е вид птица от семейство Thamnophilidae, единствен представител на род Gymnocichla.

## Разпространение
Видът е разпространен в Белиз, Гватемала, Колумбия, Коста Рика, Мексико, Никарагуа, Панама и Хондурас.